# Sito archeologico di Biache-Saint-Vaast
Il Sito archeologico di Biache-Saint-Vaast è un sito archeologico paleolitico di circa 180 000 anni fa, scoperto nel 1976 nel paese di Biache-Saint-Vaast nell'Alta Francia durante la costruzione di uno stabilimento metallurgico Usinor. Le operazioni di scavo, dirette dal paleontologo Alain Tuffreau, continuarono fino al 1982 e permisero di scoprire i resti di due esemplari di Uomo di Neanderthal, tra cui due crani incompleti. Il sito conteneva anche numerose ossa di animali e vari utensili in pietra tutti in buono stato di conservazione.
Il sito era utilizzato come base per le battute di caccia e per la riparazione degli utensili ed armi utilizzati dai neanderthal.